# HD139855
HD139855 — хімічно пекулярна зоря спектрального класу
A0 й має видиму зоряну величину в смузі V приблизно 10,8.

## Пекулярний хімічний склад
Зоряна атмосфера HD139855 має підвищений вміст 
Si
.